# Zheng Haohao
Zheng Haohao   (Huizhou, 11 d'agost de 2012) és una patinadora de monopatí xinesa. Amb 11 anys, va participar als Jocs Olímpics d'Estiu de París de 2024, convertint-se en l'atleta olímpica xinesa més jove de la història.

## Trajectòria
Zheng va néixer el 2012 a Huizhou en el si d'una família d'ètnia coreana, i va començar a patinar als 7 anys. El juliol de 2024 es va graduar a l'escola primària del Llac Jinshan a Huizhou.
El setembre del 2021, als Jocs Nacionals de la Repúbica Popular de la Xina del 2021, va representar la província de Guangdong a la competició de parc. El 2022 va guanyar la final de parc als XVI Jocs Provincials de Guangdong.
Al maig del 2023 va participar al World Skateboarding Tour a San Juan de la Frontera, a l'Argentina, però va ser eliminada a la ronda de classificació. El 4 de juny, a la final de bowl i piscina del China Skateboarding Open 2023 a Lishui, Zheng va guanyar la medalla d'or amb 32,20 punts. L'agost de 2023, als Campionats Nacionals va guanyar el primer lloc en monopatí femení amb una puntuació de 30,27. El 4 de novembre, a la final femenina dels 1rs Jocs Nacionals de la Joventut a Nanning va quedar segona amb 64,68 punts. Del 2 al 3 de desembre del mateix any, al Campionat Juvenil de Guangdong va guanyar la medalla d'or. 
El 16 de maig de 2024, en els preliminars de la sèrie de classificació a Xangai pels Jocs Olímpics d'Estiu de 2024, Zheng va fer 51,73 punts, situant-se en la 20a posició de 44 concursants. Finalment, el 24 de juny, en la sèrie de classificació a Budapest per als Jocs Olímpics d'Estiu de 2024, es va classificar per participar-hi. L'1 de juliol va ser escollida per a l'equip nacional xinès de monopatí de carrer per als Jocs Olímpics d'Estiu de 2024, amb 11 anys, convertint-se en l'esportista xinesa més jove de la història en participar en uns Jocs Olímpics. En la ronda classificatòria del 6 d'agost, Zheng va fer 63,19 punts i no va aconseguir passar a la final.